# Raúl Sánchez (labdarúgó)
Raúl Pedro Sánchez Soya (Valparaíso, 1933. október 26. – Santiago de Chile, 2016. február 28.) chilei válogatott labdarúgó.
A chilei válogatott tagjaként részt vett az 1962-es világbajnokságon.

## Sikerei, díjai
Santiago Wanderers
- Chilei bajnok (1): 1958

Chile
- Világbajnoki bronzérmes (1): 1962